# توکیو دم سیتی‌هال

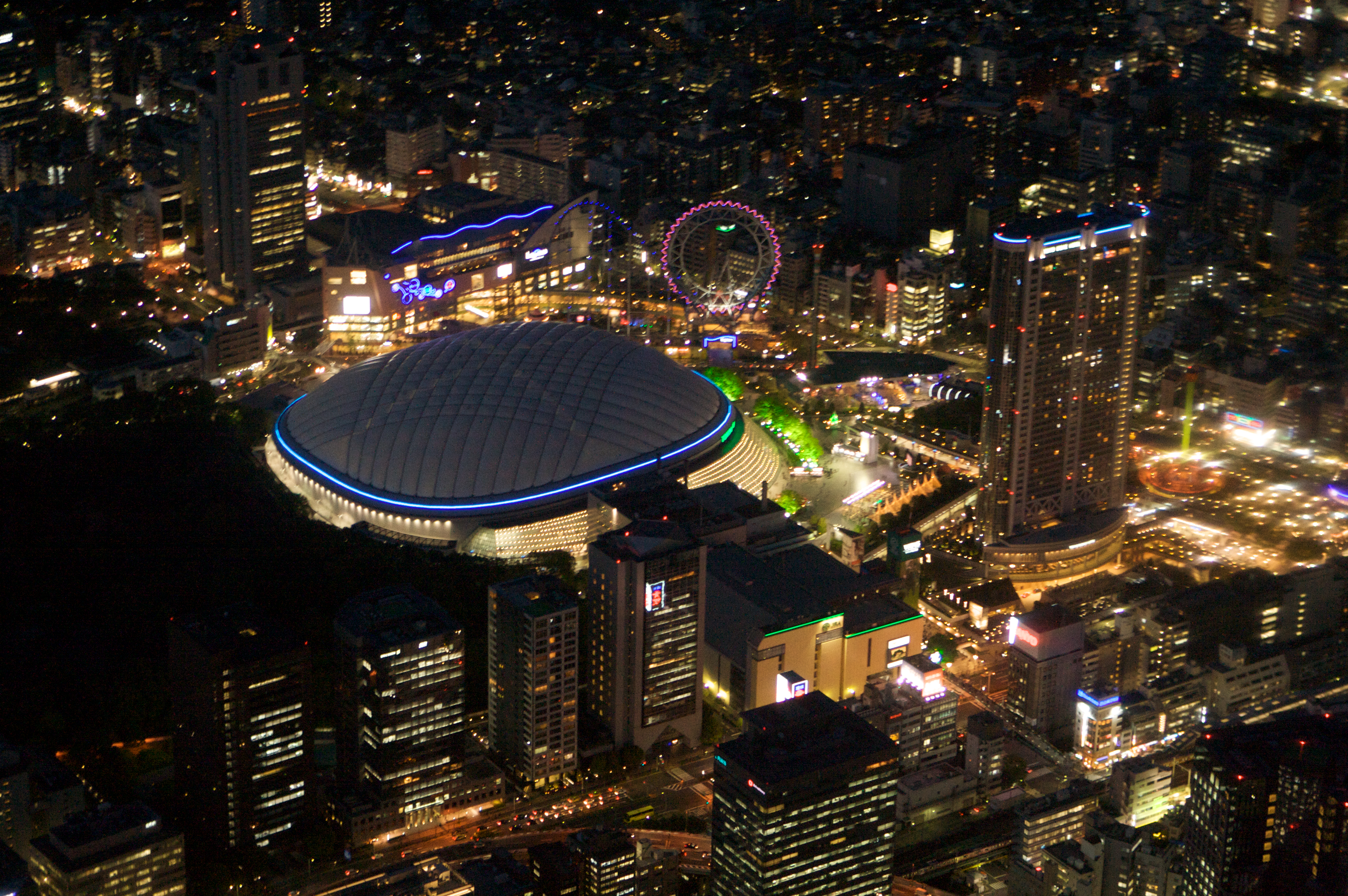
عکس هوایی "توکیو دم سیتی‌هال" در شب

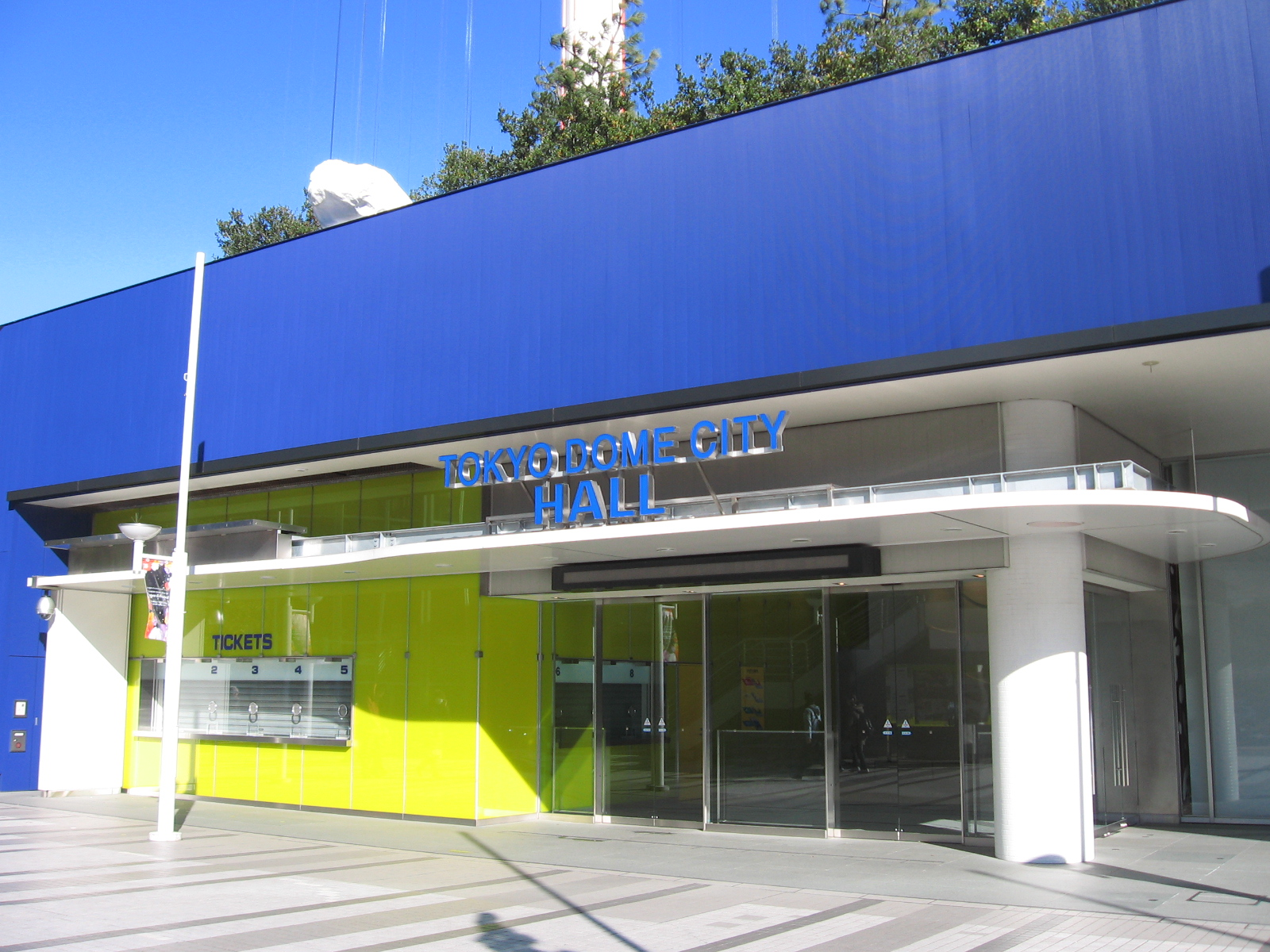
ورودی توکیو دم سیتی‌هال به زیرزمین میتس پورت (Meets Port)

توکیو دُم سیتی‌هال (به انگلیسی: Tokyo Dome City Hall) مکانی برای ورزش، نمایش مد، سیرک و موسیقی زنده است که در توکیو، در داخل مجموعه توکیو دم سیتی واقع شده است. این مکان در گوشه مقابل توکیو دم قرار دارد و در هر زمان رویداد های متنوعی از جمله بوکس و کنسرت های زنده را میزبانی می کند. حق نامگذاری این سالن توسط دفتر اعتباری ژاپن (به انگلیسی: Japan Credit Bureau) (ژی‌سی‌بی) یک شرکت کارت اعتباری خریداری شد، بنابراین از ۱۹ مارس ۲۰۰۸ تا ۳۰ مارس ۲۰۱۱ به عنوان ژی‌سی‌بی هال (JCB Hall) افتتاح شد.
این ساختمان که به میتسوپوتو (میتس پورت) هال نیز معروف است، یک مرکز تجاری است. ژی‌سی‌بی هال قسمت زیرزمینی مجموعه میتسوپوتو و مکان اصلی بیشتر رویدادهای بزرگتر است که به صورت زنده برگزار می شوند. بسیاری از گروه‌های موسیقی/ هنرمندان در این مکان اجرا کرده‌اند، از جمله کلدپلی که برای یکی از تاریخ های اجرای تور داستان‌های روح در سال ۲۰۱۴ در این مکان کنسرت برگزار کردند.
اگرچه بیشتر رویدادهای ورزشی در توکیو دم برگزار می شود، اما ژی‌سی‌بی هال یکی از نقاط اصلی در توکیو دم سیتی برای مسابقات ورزشی در مقیاس کوچکتر مانند بوکس، کشتی حرفه‌ای، لسوی و هنرهای رزمی ترکیبی در نظر گرفته شده است.

## مکان
آدرس (به انگلیسی):
- 1-3-61, Koraku, Bunkyo-ku, Tokyo, 112-8575, Japan

آدرس (به ژاپنی):
- 〒112-8575 東京都文京区後楽1-3-61